# Middelnederlands devotieboek

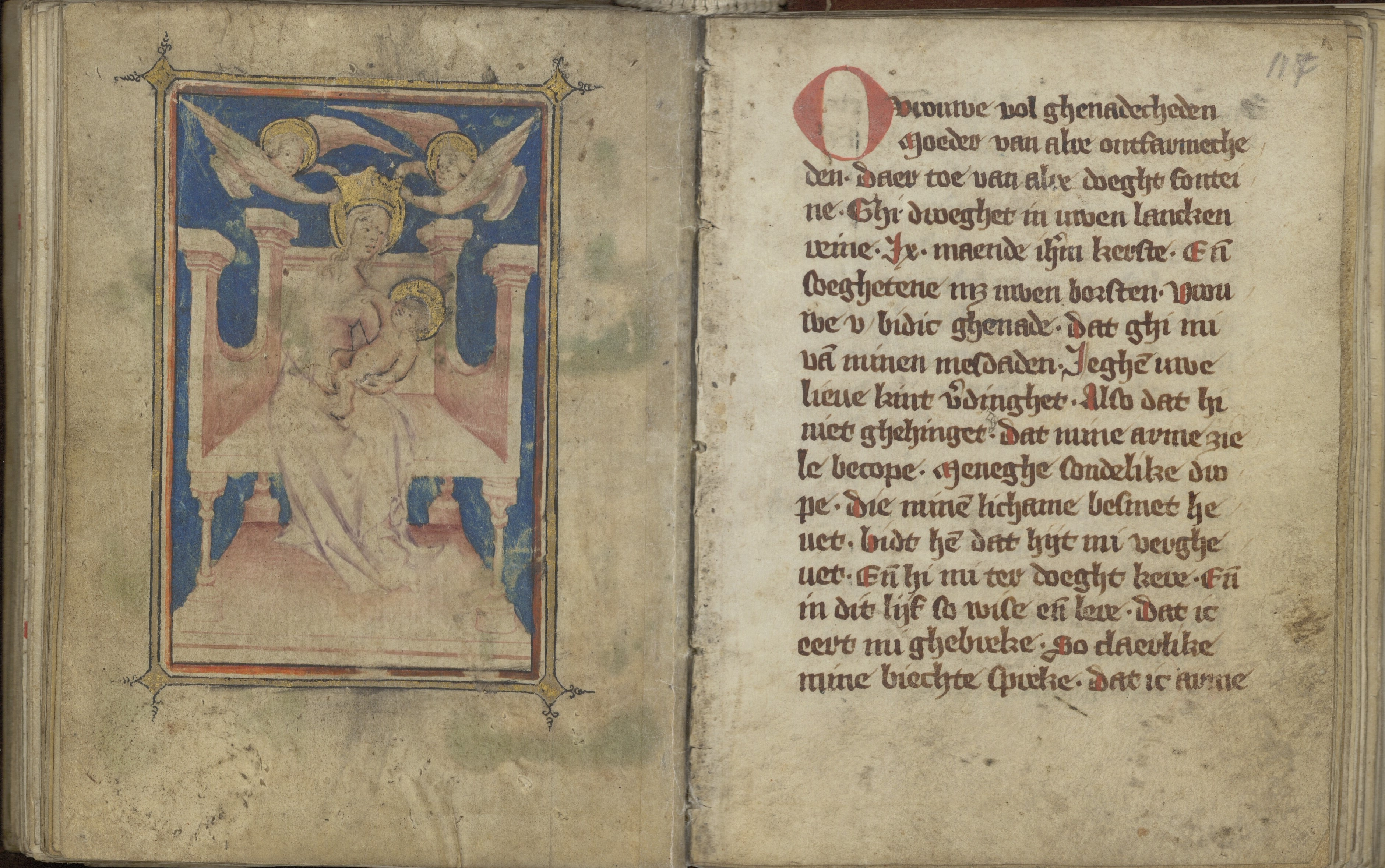
Fragment uit handschrift 1353. Toont de rijkelijke versiering met miniaturen.

Na een lange Latijnse traditie komen er uiteindelijk ook Middelnederlandse devotieboeken. Dit zijn religieuze geschriften die vooral gebruikt werden om het geloof te versterken en vaak ook te individualiseren. Tot dat laatste droeg de vertaling naar de volkstaal, het Middelnederlands, zeker toe bij. Bij de devotieboeken vindt men ook gebeden, overwegingen en traktaten. Veel daarvan is naar herkomst en onderlinge samenhang echter nog onbestudeerd.

## Devotieboeken
Deze hebben het grote voordeel dat ze ook voor leken bedoeld en dus doorgaans in de volkstaal zijn geschreven. Bovendien bevatten ze vaak houtsneden of kopergravures met religieuze voorstellingen, zodat de visueel ingestelde boekenliefhebber hier dubbel aan zijn trekken komt. Het centrum van deze productie lag vanaf de zestiende eeuw in de Zuidelijke Nederlanden, met name in Antwerpen. Volgens ruwe schatting beslaan de devotieboeken tot ver in de negentiende eeuw zelfs meer dan de helft van alle populaire lectuur.
Intussen is “devotieboek” ook maar weer een groepsnaam voor een heel conglomeraat van meditatieve teksten zoals: heiligenlevens, visioenboeken, traktaten over de ars moriendi of stervenskunst, beschouwingen over de Vier Uitersten en passieboeken. Genrebepalend zijn alleen een vrome toewijding van de ziel en de afwezigheid van alles wat zweemt naar geleerdheidsvertoon, disputeerlust of satire. Naar de vorm onderscheiden deze gebruiksboekjes zich doorgaans door hun handzame formaat in klein octavo. Ook blijven ze heel lang gezet in de vertrouwde gotische letter.

## Voorbeeld: Handschrift 1353
Dit handschrift, dat bewaard wordt in de Universiteitsbibliotheek Gent, werd vervaardigd in 1394. Hoogstwaarschijnlijk werd het handschrift, dat voluit Middelnederlands devotieboek, met berijmde gebeden genoemd wordt, gemaakt in de regio rond Brabant. Het manuscript kent zijn herkomst bij het Roo klooster in Oudergem, bij Margareta Storms in 1543. Later werd het opgemerkt bij het Collegii Societatis Jesu Lov in de zeventiende eeuw. Het handschrift is op het eerste zicht somber en eenvoudig, maar wie doorbladert, vindt al snel enkele potloodtekeningen en miniaturen. Het handschrift bevat de volgende onderdelen:
- fol.3r-5r: Gebeden in Middelnederlandse vertaling
- fol.5v-10v: Hier beghint tsheilechs cruus ghetide
- fol.11r-14v: Berijmde gebeden
- fol.14v-35v: Dit es onser vrouwen rouwe
- fol.36r-38: Dit es die tafel Ende die ordinancie van desen boec
- fol.38v-46r: Inden name ons heren ihesus christus Soe moeten wi beghinnen ende onse werke volbringhen
- fol.46r-v: Dit es een inganc van bedingen
- fol.46v-48r: Dits bedinghe vander minnen
- fol.48r-49r: Dits vanden heileghen geest
- fol.49r-50v: dit es bedinghe vanden heileghen sacramente
- fol.50v-52v: Dit es bedinghe ende benedictie toten drien persoenen
- fol.52v-54v: Dit es [bedinge] ende beliinghe der gauen die wi ontlangen hebben
- fol.54v-58r: Dit es vanden verlorenen sone
- fol.58r-61r: Dit es vander toe comst ons heren in menscheleker natueren
- fol.61r-63r: Dit es vander vrucht der verdienten ons heren
- fol.63r-68v: Dit es van enen minnechliken betrouwene tot gode
- fol.68v-70r: Dit es vanden heileghen cruce ons heren
- fol.70r-71r: Dit es bedinghe vanden lidenen ons heren ende dit maecte .J. paus ende hiet clement...
- fol.71r-v: Dit es den lof ons heren ons hemelsche vaders
- fol.71v-73r: Dit es een lof van onser lieuer vrouwen
- fol.73r-74v: Dit es testament van minen here sen te bernaerde
- fol.74v-76v: Dit es de beswaringe van den lidene ons heren ihesus christus
- fol.76v-78v: dit es vander hogher werdecheit des lidens ons heren
- fol.78v-82r: Nv merct om gode noch .iiij. poente
- fol.82r-v: dit es van tween hoghen weeghen
- fol.82v -85r: Dit es van 5 lese meesters
- fol.85r-86v: Dit es leringe der waerheit van enen geesteliken leuene om te comen tot gode
- fol.86v-88r: Dit es die leringhe der waerheit van sente augustine
- fol.88r-89v: Dit es leringe der waerheit van enen heileghen ingel gods
- fol.89v-102v: Dit es leringhe der waerheit van onsen here selue ende oec van meneghen heileghen mensche
- fol.102v-103r: Dit es hoe hem de mensche bereiden sal toten heileghen sacramente
- fol.103r-105r: Dit sijn die 12 vruchten des sacraments
- fol.105r-108r: Nv merel een ondersceet van tweerande minne
- fol.108r-113r: hier na uolghen poente die toe behoren enen volcomenen geesteliken mensche
- fol.113v-114v: Dit sijn de 3 pater noster die sente calixtus die paeus leerde enen sinen sonderlinghen vrient...
- fol.114v -115v: [Tot het H. Aanschijn, berijmde vertaling van Ad sanctam Veronicam oratio]
- fol.116v: [miniatuur]
- fol.117r-123r: [Gebed tot Maria, berijmd; naar het Franse prozagebed Doulce dame de miséricorde]
- fol.123r-132v: [De zeven Boetpsalmen in Middelnederlandse vertaling]
- fol.133r-172v: Hier na volghen 6 colacie alsoe hier voertijts die oude vader plaghen te colacien